# Шершавые квакши
Шершавые квакши (лат. Hylomantis) — род бесхвостых земноводных из семейства квакш.
Монофилия группы основана на 38 молекулярных синапоморфий.

## Распространение
Центральная и Южная Америка.

## Классификация
На январь 2023 года в род включают 2 вида:
- Hylomantis aspera (Peters, 1873) — Бугорчатая филломедуза
- Hylomantis granulosa (Cruz, 1989)